# Luftangriffe auf Zwickau
Die Stadt Zwickau in Westsachsen erlebte im Zweiten Weltkrieg vom 12. Mai 1944 bis 11. April 1945 zehn Luftangriffe, fast ausschließlich durch die amerikanische Luftwaffe. Dabei warfen über 384 viermotorige Bombenflugzeuge und ungezählte Jagdbomber mehr als 1027 Tonnen Bomben auf Zwickau. 3629 Wohnungen wurden zerstört und 29 Industriebetriebe zerstört oder beschädigt. Darunter befanden sich ein großes Flugzeugreparaturwerk und wichtige Fahrzeughersteller. Es werden mindestens 591 Tote angegeben, darunter zahlreiche Frauen, Kinder und Ausländer. Im April 1945 erfolgten häufige Tieffliegerangriffe, und am 16. und 17. April kam Artilleriebeschuss dazu.

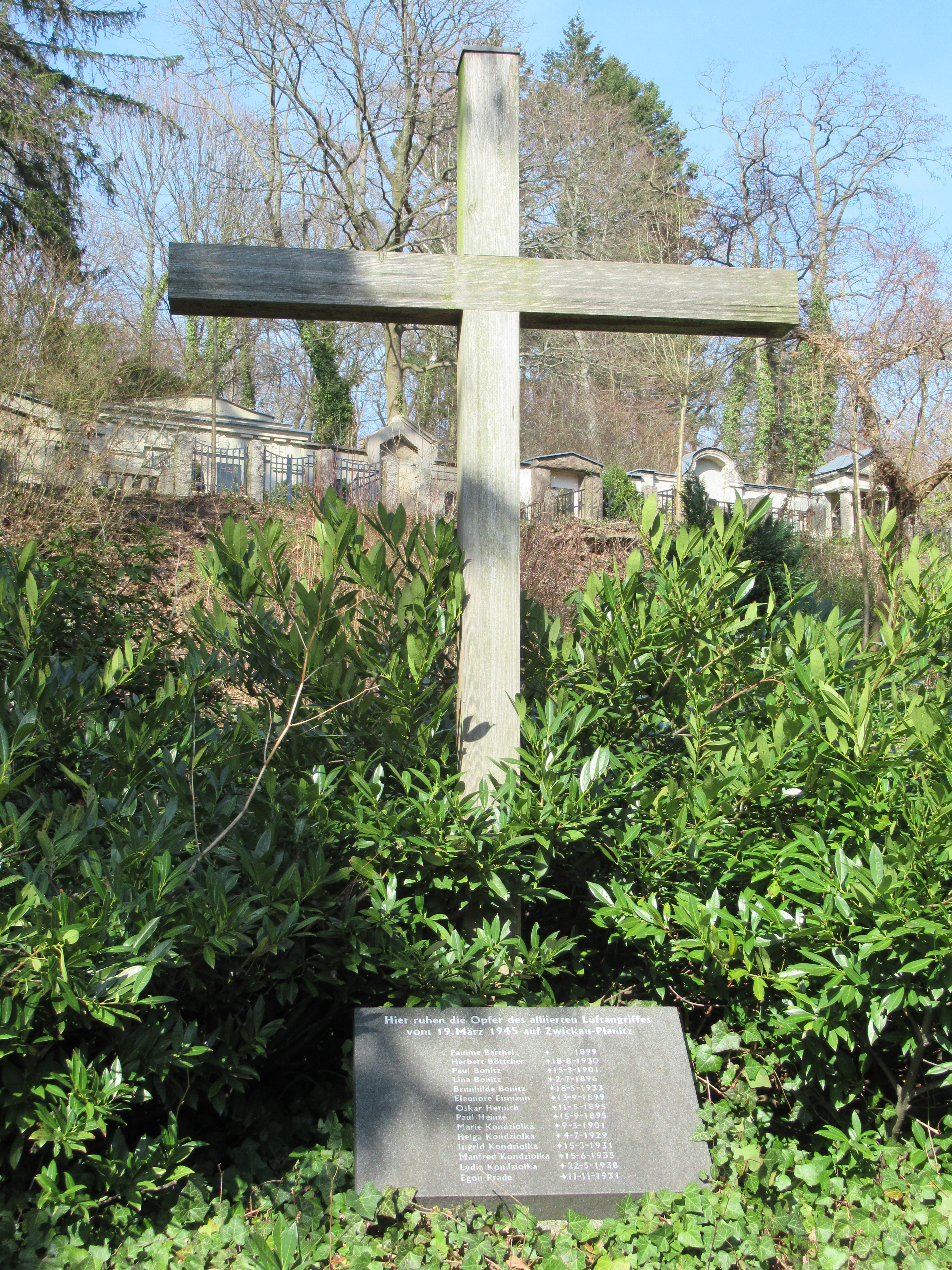
14 der 78 dortigen Bombenopfer von 1945 auf Friedhof Zwickau-Planitz

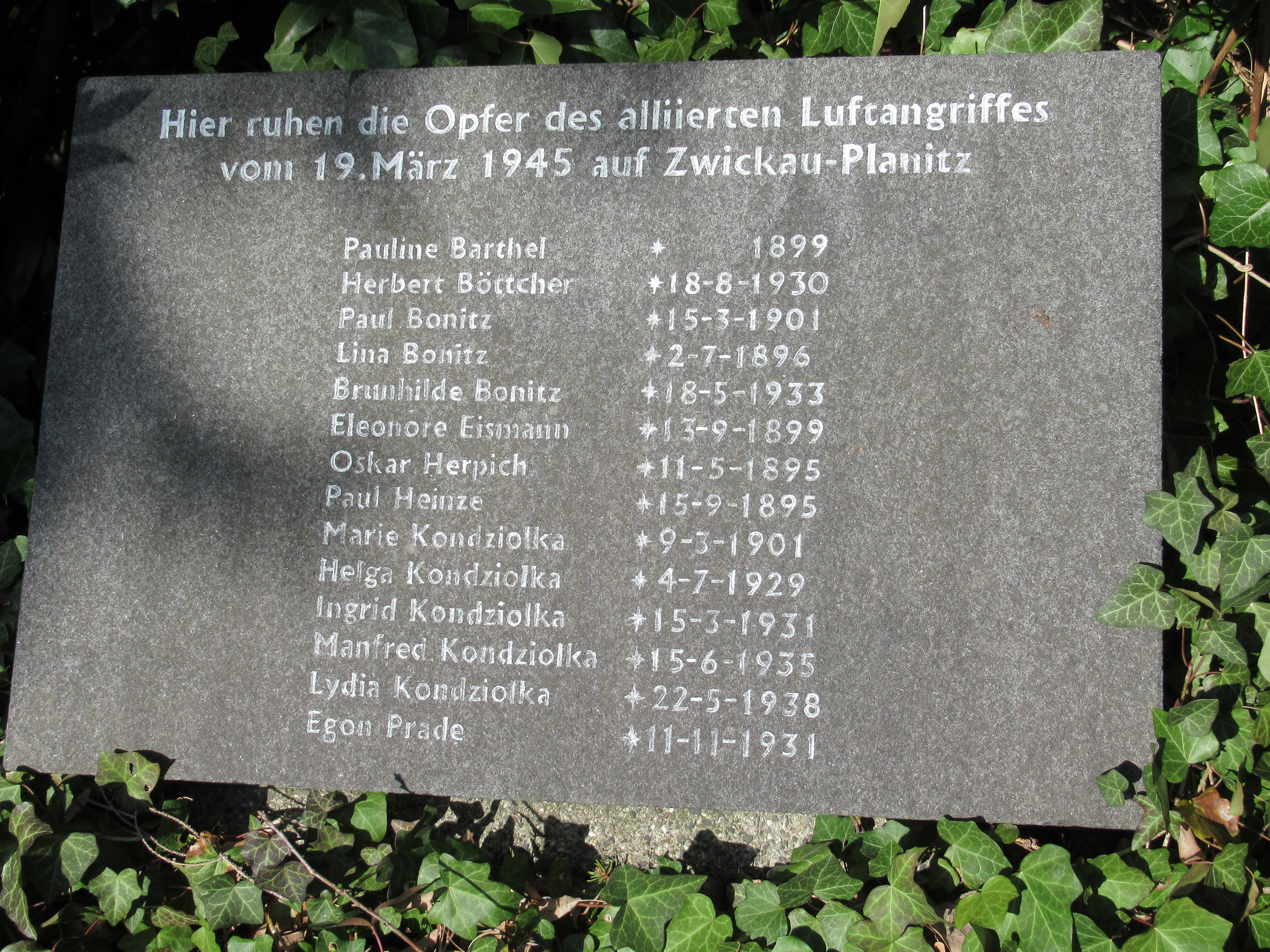
Ruhestätte Bombenopfer von 1945 auf Friedhof Zwickau-Planitz

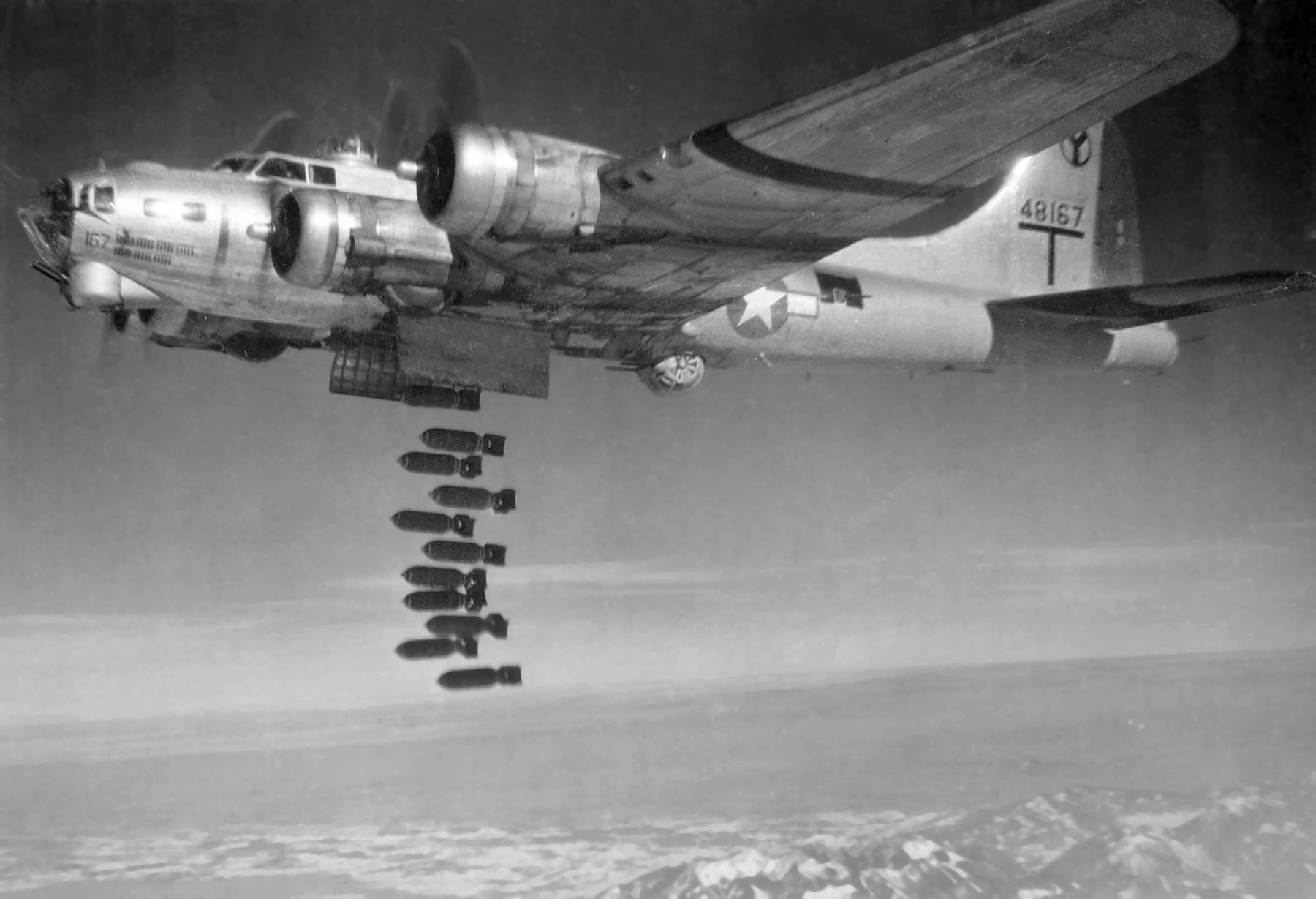
Boeing B-17 „Flying Fortress“ beim Bombenwurf

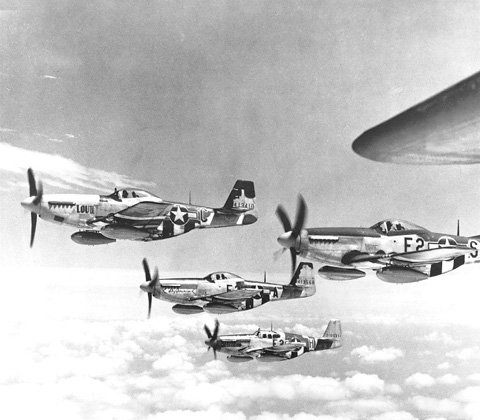
Langstreckenbegleitjäger des Typs P-51 „Mustang“

## Luftschutz
Zwickau war als Luftschutzort I. Ordnung eingestuft. Es gab einen Befehlsbunker für den Kreiseinsatzstab auf dem Windberg, unterhalb der (1964 abgerissenen) Bismarcksäule. Vorhandene Bergwerkstollen und Tiefenkeller von Brauereien und Gasthöfen wurden als Luftschutzräume ausgebaut. In Eilmärschen strömten nach Fliegeralarm die Menschen über die Brücken in die „Bergkeller“ der Vereins- und Unionsbrauerei auf der Ostseite der Mulde. Nicht alle Stollen hielten den hochbrisanten Sprengbomben stand, so starben am 19. März 1945 im zum Gasthof „Zum Paradies“ gehörenden Hauptstollen 55 Schutzsuchende. Die großen Betriebe hatten alle ausgebaute Luftschutzbunker. Auch in Planitz gab es ausbetonierte Luftschutzstollen, am Fuß des Kreuzbergs und des Schloßbergs. Die Einwohner in Planitz waren aber insgesamt besonders schlecht geschützt. Zwickau hatte eine Berufsfeuerwehr, die jedoch durch Einberufungen zur Wehrmacht stark ausgedünnt war und mit Hilfskräften arbeiten musste. Die Werkfeuerwehren setzten auch Kriegsgefangene und „Ostarbeiter“ ein.
Fliegeralarme in Zwickau: 1940–1942: 0, 1943: 26, 1944: 82, 1945: 66 (bis 18. April).
In der Liste des RAF Bomber Command mit vorgesehenen Zielen in Deutschland war Zwickau mit dem Fisch-Decknamen „Poot“ (für Zwergdorsch) verzeichnet.

## Die einzelnen Angriffe
- 21. Dezember 1940: Erster Luftangriff auf die Region Zwickau: Ein britisches Flugzeug warf morgens gegen 4.00 Uhr vier Bomben auf einen Acker zwischen dem Gasthof Mosel und die Bahnlinie Werdau–Zwickau.
- 2. Januar 1944: An diesem Tag sollen die ersten Bomben auf das Stadtgebiet Zwickau gefallen sein, ohne größere Schäden anzurichten.
- (12. April 1944): Zwickau war als „Ersatzziel“ bei einem Großeinsatz der 8th Air Force vorgesehen, wurde dann jedoch nicht angesteuert. Der vermutliche Grund war zu starke deutsche Jagdfliegerabwehr über Nordfrankreich.[3]
- 12. Mai 1944: An diesem Tag hatten 935 schwere Bomber der 8th Air Force den Auftrag, die bis dahin verschonten Hydrierwerke in Mitteldeutschland und in Nordböhmen anzugreifen. Zwei Geschwader führten dabei einen „Ablenkungsangriff“ mit 74 Boeing B-17 „Flying Fortress“ auf Zwickau durch. Es herrschte klare Sicht in der Region. Um 13.20 Uhr wurde Alarm ausgelöst, um 14.45 erfolgte die Entwarnung. Aus 5100 bis 7300 Metern Höhe wurden 109 Stück 1000-Pfund- und 188 Stück 500-Pfund-Sprengbomben, insgesamt 158 Tonnen, abgeworfen. Angriffsziele waren das Flugzeugreparaturwerk (Kampfflugzeuge) Gustav Basser KG auf dem Flugplatz Zwickau (an der Reichenbacher Straße), der Hauptbahnhof und das Reichsbahnausbesserungswerk. Das Flugzeugreparaturwerk (1000 Beschäftigte, davon viele Ausländer: Ukrainer, italienische Militärinternierte) wurde weitgehend zerstört. Auch das RAW verzeichnete beträchtliche Schäden: die Wagenwerkstatt, das Gelände mit dem Wasserturm, der Schmiede und dem Lokanheizgebäude. Wohngebiete wurden ebenfalls getroffen: fünf Wohnhäuser Totalschaden, 5 schwer und 200 leicht beschädigt. 52 Tote waren zu beklagen, 26 Deutsche und 26 Ausländer. 15 Tote waren deutsche und ausländische Frauen, neun Tote deutsche und ausländische Kinder. 86 Menschen wurden verwundet. In Lichtentanne gab es sechs Tote. Von den 935 (886) insgesamt an diesem Tage über Mitteldeutschland eingesetzten Bombern stürzten 46 bei Luftkämpfen ab (besonders die auf Zwickau angesetzten Maschinen hatten Verluste). Ein Teil der betroffenen etwa 460 Besatzungsmitglieder kam ums Leben, die anderen gingen in Kriegsgefangenschaft.
- 28. Mai 1944: Von den insgesamt an diesem Tage über Deutschland eingesetzten 1341 schweren US-Bombern mit begleitenden Langstreckenjagdflugzeugen flogen 15 B-17 „Flying Fortress“ einen erneuten Angriff auf das Reparaturwerk Basser KG. Um 15.08 Uhr wurden 515 Stück 100-Pfund-Bomben (25,7 Tonnen) auf das Ziel abgeworfen. Über Todesopfer ist nichts bekannt.
- 20. Juli 1944: Bei Luftkämpfen über dem Zwickauer Raum schossen deutsche Jagdflugzeuge Messerschmitt Bf 109 und Focke-Wulf Fw 190 bei einem eigenen Verlust fünf amerikanische B-17 „Flying Fortress“ und drei Jagdflugzeuge ab. Ein Haus in Wilkau-Haßlau wurde schwer beschädigt, die Ordnungspolizei Zwickau meldete 12 Verwundete.
- 11. September 1944: US-Bomber, die von einem Angriff auf die Hydrierwerke bei Brüx zurückkehrten, warfen Bomben auf Wilkau-Haßlau. Ziel war wohl der Bahnhof, fünf Wohnhäuser (mit den Gaststätten „Zur Linde“ und „Muldenthal“) wurden zerstört oder schwer beschädigt. Es gab 12 Tote und 38 Verletzte.
- 7. Oktober 1944: Die 8th Air Force bot zu einem massiven Angriff auf das Treibstoffwerk Brüx 1311 viermotorige Bomber und 762 Jagdflugzeuge auf. Wegen heftiger Gegenwehr durch schwere Flak und wegen „schlechten Wetters“ sollte stattdessen die 1st Air Division das „Ausweichziel“ Zwickau angreifen. Dies gelang nur der Führungsstaffel, die beiden anderen Staffeln bombardierten Rositz und Gera. Um 11.55 Uhr ertönte Alarm in Zwickau, dann warfen 118 B-17 „Flying Fortress“ zwei Minenbomben „Blockbuster“ zu je 4000 Pfund und über 800 Sprengbomben ab. Das waren 291, nach anderer Angabe 250 Tonnen Bomben. Ziele waren für 60 Bomber das Flugzeugreparaturwerk Basser und der Flugplatz sowie für 58 Bomber die Auto-Union-Werke. Statt Audi wurden der große Vieh- und Schlachthof und die Kammgarnspinnerei getroffen. Bombardiert wurden besonders auch die nördliche Vorstadt, Weißenborn, der Hauptfriedhof, Kasernengelände, das RAW und Maxhütte. Die getroffenen Gleisanlagen der strategisch wichtigen Eisenbahnverbindung waren bis zum nächsten Tag wieder befahrbar. 27 Gebäude wurden total, 40 schwer, 11 mittelschwer und 668 leicht beschädigt. Der Angriff forderte 65 Todesopfer und mindestens 143 Verletzte. Von den 50 deutschen Toten waren 23 Männer, 17 Frauen und 10 Kinder. 15 (13) Tote waren Ausländer (Arbeiter und Kriegsgefangene, italienische Militärinternierte, Russen, Franzosen, Polen).
- 1. November 1944: Leichter US-Luftangriff über 5 Minuten auf das Horch-Automobilwerk als Sekundärziel, der 11 Todesopfer forderte.
- 13., 14., 15., 21., 22. Februar 1945: In Zusammenhang mit den schweren angloamerikanischen Luftangriffen auf Dresden und Chemnitz erfolgten im Raum Zwickau kleinere Angriffe auf die südliche Vorstadt, den Vertrauen-Schacht, Schedewitz, Reinsdorf, Härtensdorf, Ortmannsdorf und Oberhohndorf. 20 Tote waren zu beklagen. Ein Ostarbeiterlager brannte ab. 12 Russen starben in einem verschütteten Deckungsgraben, 7 weitere wurden vermisst. Sechs britische schwere Bomber Avro Lancaster wurden abgeschossen. Einer stürzte über der Culitzscher Flur infolge Flaktreffern ab, 7 Besatzungsmitglieder starben.
- 19. März 1945: An diesem sonnigen Frühlingstag erfolgte der schwerste Luftangriff auf Zwickau, einschließlich Planitz, Cainsdorf und mehrere Landgemeinden der Region. Um 12.35 Uhr gab es Voralarm, um 12.40 Uhr Vorentwarnung und um 12.50 Uhr Fliegeralarm. 177 amerikanische B-17G „Flying Fortress“ überquerten die Stadt von West nach Ost, warfen dabei einen Teil ihrer Bomben, wendeten und flogen ein zweites Mal – von Nordost nach West die Stadt an. Das Bombardement erfolgte von 13.32 bis 14.25 Uhr, um 15.45 Uhr gab es Entwarnung. 2690 Bomben (1116 Stück 500-Pfund-, 859 Stück 250-Pfund- und 715 Stück 300-Pfund-Sprengbomben, zusammen 494 Tonnen Bombenlast) wurden als Bombenteppich fast über die ganze Stadt und das Gebiet geworfen. Davon waren etwa 400 Fehlwürfe ins freie Feld: 200 in die Niederplanitzer Felder (später Neu-Planitz) und 200 auf Felder an der Flurgrenze Auerbach/Schneppendorf/Zwickau. Cainsdorf erhielt beim Überflug von 15 Flugzeugen etwa 50 Bombentreffer (8 Tote). Im Stadtgebiet wurde vor allem ein breiter Streifen von der Parkstraße über die südliche Innenstadt bis zum Gasthof „Zum Paradies“, die Nordvorstadt vom Hauptfriedhof über die Leipziger Straße bis zur Freiligrathstraße und in Zwickau-West die Gegend rund um das Varieté „Lindenhof“ in Marienthal bombardiert. „Ungeheure Detonationen erschütterten die Häuser und begruben Menschen in ihren Kellern. Die sich verzweifelt schützenden Frauen, Kinder und meist älteren Männer wurden verschüttet, erschlagen, vom Luftdruck getötet, sie erstickten und verbrannten“ oder kamen durch Kohlenoxidgase ums Leben[4]. In der Frauenklinik Dr. A. Köhler in der Amalienstraße kamen 22 Frauen und fünf Säuglinge ums Leben. Im Stollensystem des Gasthofs „Zum Paradies“ wurden 55 Menschen getötet. Besonders betroffen war auch das am 1. Januar 1944 eingemeindete Planitz, hauptsächlich Oberplanitz. Mindestens 78 Planitzer Bürger kamen ums Leben. Insgesamt gab es in Zwickau, einschließlich Planitz und Cainsdorf, mindestens 441 Todesopfer und 208 Verwundete. Nach den Bombern kamen die Tiefflieger[5]. Deutsche Strahljäger Me 262 schossen über dem ostthüringisch/westsächsischen Raum fünf Bomber ab (zwei davon in der Zwickauer Region) und ein Jagdflugzeug vom Typ Mustang. Die vielen Fehlwürfe waren vielleicht durch die Irritation der Bomberpiloten durch die Strahljäger bedingt. Flak-Abwehr spielte keine Rolle mehr, da die Geschütze zur Ostfront abgezogen worden waren. In der Stadt hingen sechssprachige Plakate: „Wer plündert wird erschossen“. Nach der Bombardierung trat der „Mobilisierungsplan“ in Kraft. Neben der Zwickauer Berufsfeuerwehr rückten aus der Umgebung alle Feuerwehren an. Brände wurden gelöscht, verschüttete Keller freigelegt, die Straßen wieder passierbar gemacht, Wasser-, Strom- und Fernsprech-Leitungen repariert. Festgelegte Rettungs- und Auffangstationen für „Ausgebombte“ in Schulen und Gaststätten traten in Funktion.
- 21. März 1945: Auf Reinsdorf wurden etwa 1000 Brandbomben geworfen.
- 9. April 1945: Eine leichte Eisenbahn-Transportschutz-Flak (Abt. 867), ausgerüstet mit 2-cm- und 3,7-cm-Geschützen schoss einen angreifenden US-Jagdbomber ab.
- 11. April 1945: 12 Jagdbomber und mittelschwere taktische Bomber der 9th Air Force griffen von 17.15 bis 19.00 Uhr das Zwickauer Hauptbahnhofsgelände an: die Gleisanlagen, das Bahnbetriebswerk, das Reichsbahnausbesserungswerk, eine Grubenlampenfabrik und eine Malzfabrik. Danach bot das gesamte Bahnhofsgelände ein „Bild der Verwüstung“: 36 Lokomotiven, 460 Eisenbahnwagen, 6 Stellwerke und 234 Weichen waren zerstört. „Wie durch ein Wunder“ blieb das neue Empfangsgebäude von 1936 von der Vernichtung ausgespart. Auch das Heinrich-Braun-Krankenhaus wurde beschossen, obwohl es durch ein Rotkreuz-Zeichen als Lazarett erkennbar war.[6]
- 14. April 1945: Die 9th Air Force richtete bei Gera einen Frontflugplatz ein, von dem aus nun die Region noch intensiver durch Tiefflieger heimgesucht werden konnte.
- 15. April 1945: Gegen 9.30 Uhr erfolgte Artillerie-Beschuss mit schweren Feldhaubitzen (Long Toms) auf die Innenstadt, mindestens fünf Tote.
- 16. April 1945: In der ganzen Nacht schoss US-Artillerie in die Stadt.[7]
- 17. April 1945: Panzerbeschuss forderte noch mindestens fünf Tote. Mit Tiefflieger- und Jagdbomberunterstützung wurde Zwickau durch US-Truppen besetzt. Auf dem Turm der Marienkirche war noch eine weiße Fahne gehisst worden, um einen finalen Bombenangriff abzuwenden.

Die US-Armee beschlagnahmte für sich Wohnraum in der durch Flüchtlinge schon überfüllten Stadt und verschärfte so die Wohnungsnot.

## Materielle Schäden
Bei den Luftangriffen wurden 3629 zerstörte Wohnungen und 29 beschädigte Industriebetriebe erfasst, von den Dächern waren 80 % zerstört oder beschädigt. 1952 wurde der Zerstörungsgrad von Zwickau mit 5 % angegeben.

### Verluste und Schäden an öffentlichen und Kulturbauten

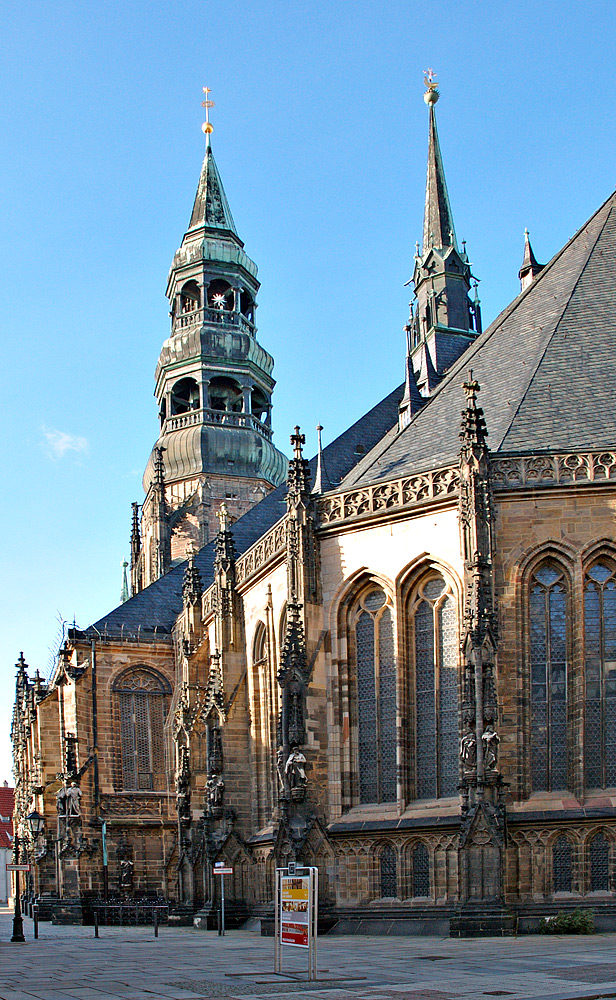
Marienkirche (2005): Beschädigung durch Minenbombe 19. März 1945

Heinrich Magirius hebt folgende Schäden und Verluste hervor:
- Marienkirche: „Am 19. März durch eine südlich der Kirche einschlagende Luftmine Schäden an folgenden Bauteilen: die Wendeltreppe an der Südostecke des Langhauses zerstört, im Inneren die daran anschließende Empore samt Brüstung beschädigt; wesentliche Schäden an Dachhaut und Fenstern sowie an Epitaphien im Südschiff“. Von den steinernen Standbildern verloren die Köpfe Thomas und Jacobus, ganz zerstört wurden Bartholomäus und Philippus.

Folgende Wohnhäuser der Bürgerstadt mit Charakter des 16. Jahrhunderts wurden beim Bombenangriff am 19. März zerstört, ihre Ruinen beseitigt und kein Wiederaufbau:
- Hauptmarkt 20: spätklassizistischer Putzbau von drei Geschossen mit Walmdach
- Hauptmarkt 23: auf das 16. Jahrhundert zurückgehender Bau mit hohem Satteldach. Vier Tonmedaillons von etwa 1540: Portraits von Luther, Melanchthon, Friedrich dem Weisen und Philipp von Hessen.
- Burgstraße 1: Entstehung um 1500. Zweigeschossiges Haus mit hohem Satteldach, rundbogiges Portal mit Rokoko-Tür
- Burgstraße 2: zweigeschossiges Haus mit hohem Satteldach, rundbogiges Portal aus 16. Jahrhundert
- Burgstraße 8: zweigeschossiges Haus mit hohem Satteldach, spätgotisch, gestäbtes Sitznischenportal
- Burgstraße 10: im 19. Jahrhundert umgestaltetes Haus. Das Sitznischenportal mit Frührenaissance-Ornamenten

Norbert Peschke listet folgende verlorene Gebäude als historisch wertvoll auf:
- Stadthaus I (Ecke Breuer- und Schillerstraße)
- Stadthaus III: (Hauptmarkt 20, heute Parkplatz)
- Winkler Mühle (Lindenstraße 2)
- Gasthof „Zum Paradies“
- Kreishauptmannschaft (Robert-Schumann-Platz, heute Hochschulgebäude)
- Hotel zum „Weißen Hirsch“ (freier Platz an der Kepler-Straße)
- Jugendhaus Robert Schumann (Burgstraße 2)
- Heringsches Haus (Hauptmarkt 23, keine originalgetreue Rekonstruktion)
- Oberschule für Mädchen: war als Lazarett beschlagnahmt. Erlitt sechs schwere Treffer, zerstört und ausgebrannt

Zerstört wurden auch:
- Die „Deutsche Kunstmühle“ in der Lindenstraße
- Die Christuskirche von 1930 in Oberplanitz: Evangelische Methodistenkirche, wurde wieder aufgebaut.

## Begräbnisstätten
Von den mindestens 591 Todesopfern der Luftangriffe auf Zwickau wurden beerdigt auf dem Hauptfriedhof 320 (davon 256 in einem 400-m²-großen Sammelgrab in Abteilung IV/Gruppe III und 64 in Familiengrabstätten), auf dem Paulusfriedhof 36, dem Weißenborner Friedhof 8, dem Pölbitzer Friedhof 1, dem Eckersbacher Friedhof 5, dem Bockwaer Friedhof 5 und viele auf dem Friedhof in Planitz, wo es 78 Tote gegeben hatte. Am 28. März 1945 fand auf dem Hauptfriedhof die offizielle Trauerfeier für die am 19. März in Zwickau „beim Terrorangriff gefallenen Deutschen“ statt, mit den Angehörigen, dem Oberbürgermeister und Kreisleiter Ewald Dost (der sich am 13. Mai in amerikanischer Internierungshaft das Leben nahm), anderen städtischen offiziellen Persönlichkeiten, der Wehrmacht und der NSDAP. Der Trauerzug ging vorbei an Bombentrichtern, zerstörten Mauern, umgestürzten Grabsteinen und provisorisch wiederhergestellten Grabstätten, die durch Bomben aufgerissen worden waren (Folgen des Angriffs am 7. Oktober 1944, aber auch vom 19. März 1945).
Zu der Zahl von 591 Todesopfern in Zwickau, einschließlich Planitz (eingemeindet am 1. Januar 1944) und Cainsdorf (eingemeindet 1999), merkt Norbert Peschke an: „Es ist jedoch zu vermuten, dass später Aufgefundene und Vermisste nicht mehr (als Bombenopfer) registriert wurden, sodass mit einer höheren Zahl an Todesopfern gerechnet werden muss“.
Das mit Gras und Sträucherreihen bewachsene Massengrab mit den Bombentoten auf dem Hauptfriedhof ist (2019) kaum als solches erkennbar. Auch direkt an dem Gräberfeld gibt es keinen Hinweis auf eine Kriegsgräberstätte. Nur einige private Grabsteine von Familien sind anhand der Daten der Luftangriffe – ohne Hinweis auf den Bombentod – zu finden, keine von der Stadt oder dem Volksbund Deutsche Kriegsgräberfürsorge.
Auf dem Friedhof in Planitz steht am Hang ein Hochkreuz mit einer Namenstafel darunter: „Hier ruhen die Opfer des alliierten Luftangriffs vom 19. März 1945 auf Zwickau-Planitz“. Unter den 14 Namen findet sich der einer Mutter mit vier Kindern. Anmerkung: Es gab in Planitz nicht nur 14, sondern 78 Bombenopfer am 19. März 1945, wahrscheinlich sind die meisten in Familiengrabstätten beigesetzt worden.
Das Massengrab mit 256 Bombenopfern auf dem Hauptfriedhof Zwickau

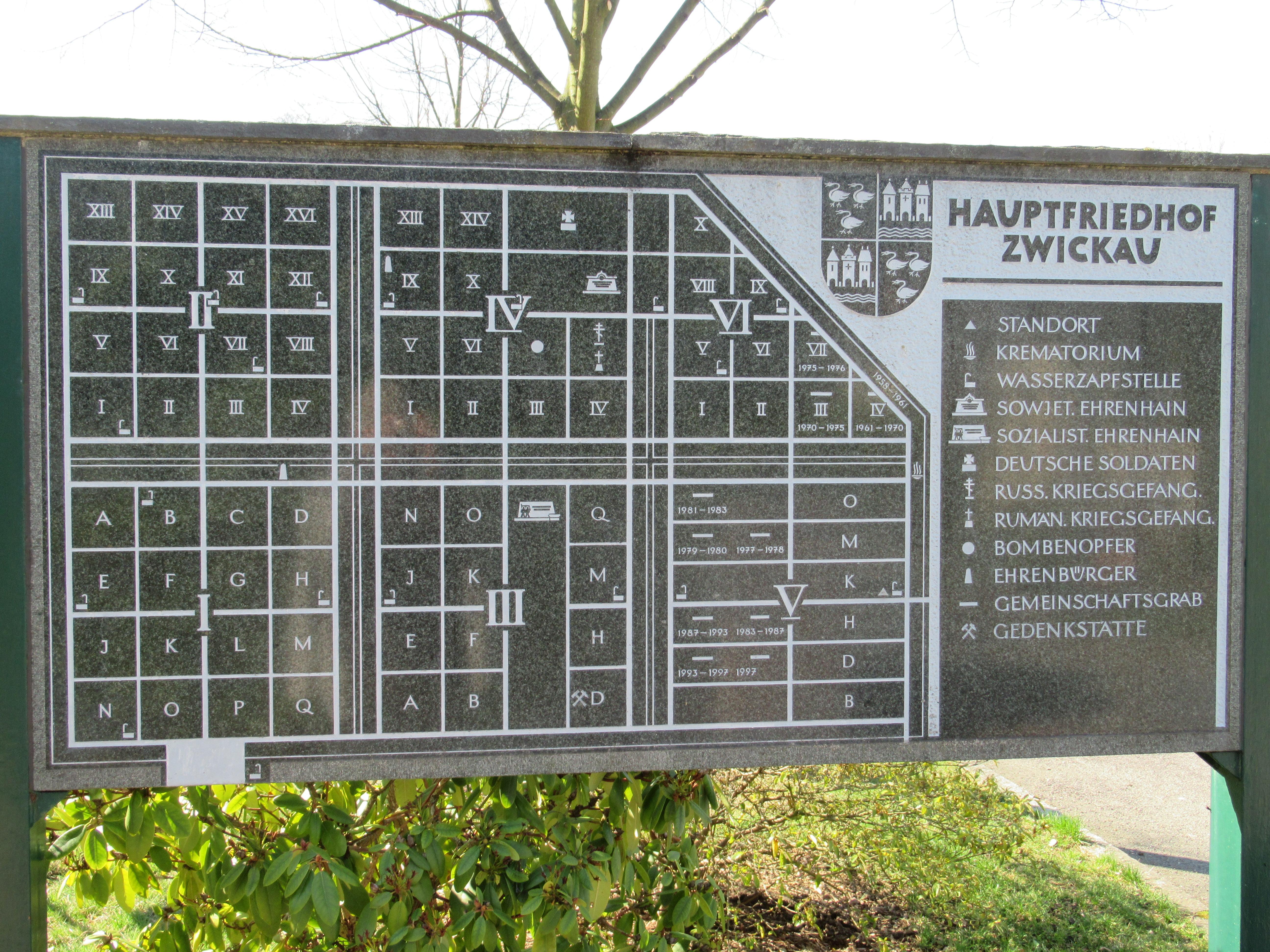
Zwickau Hauptfriedhof Hinweistafel
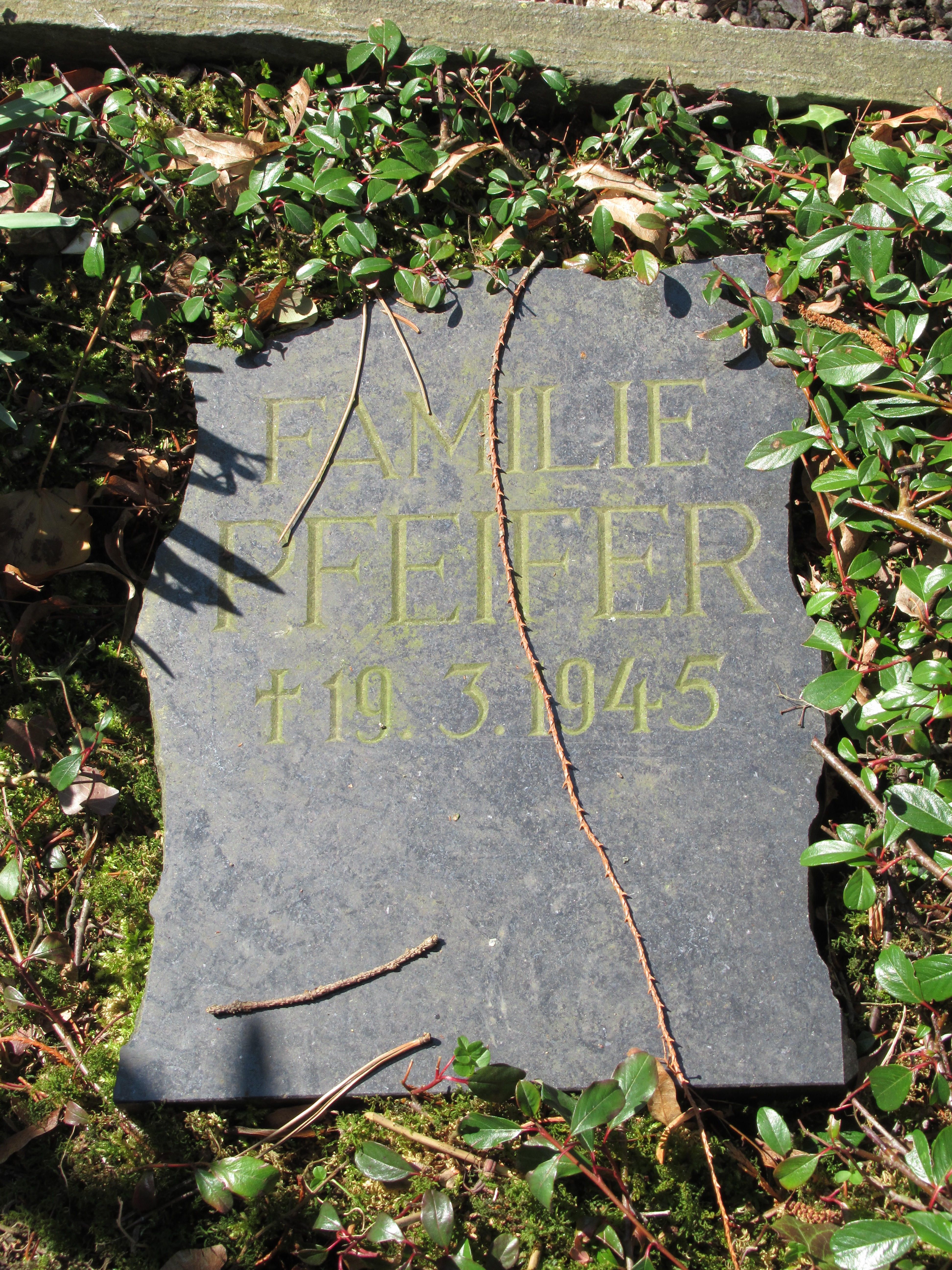
Privater Grabstein auf dem Massengrab (Tod am 19. März 1945)
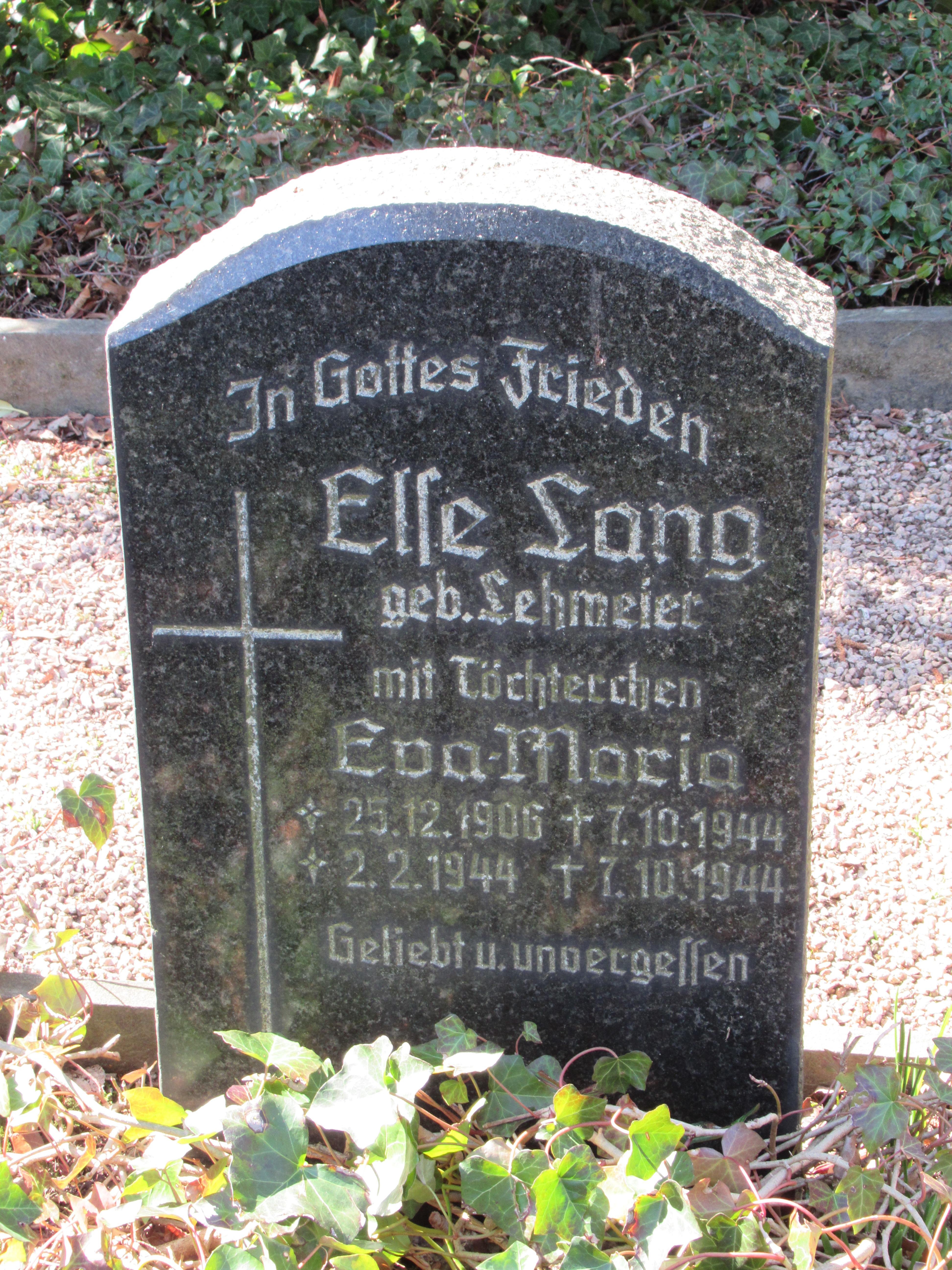
Privater Grabstein auf dem Massengrab (Tod am 7. Oktober 1944)
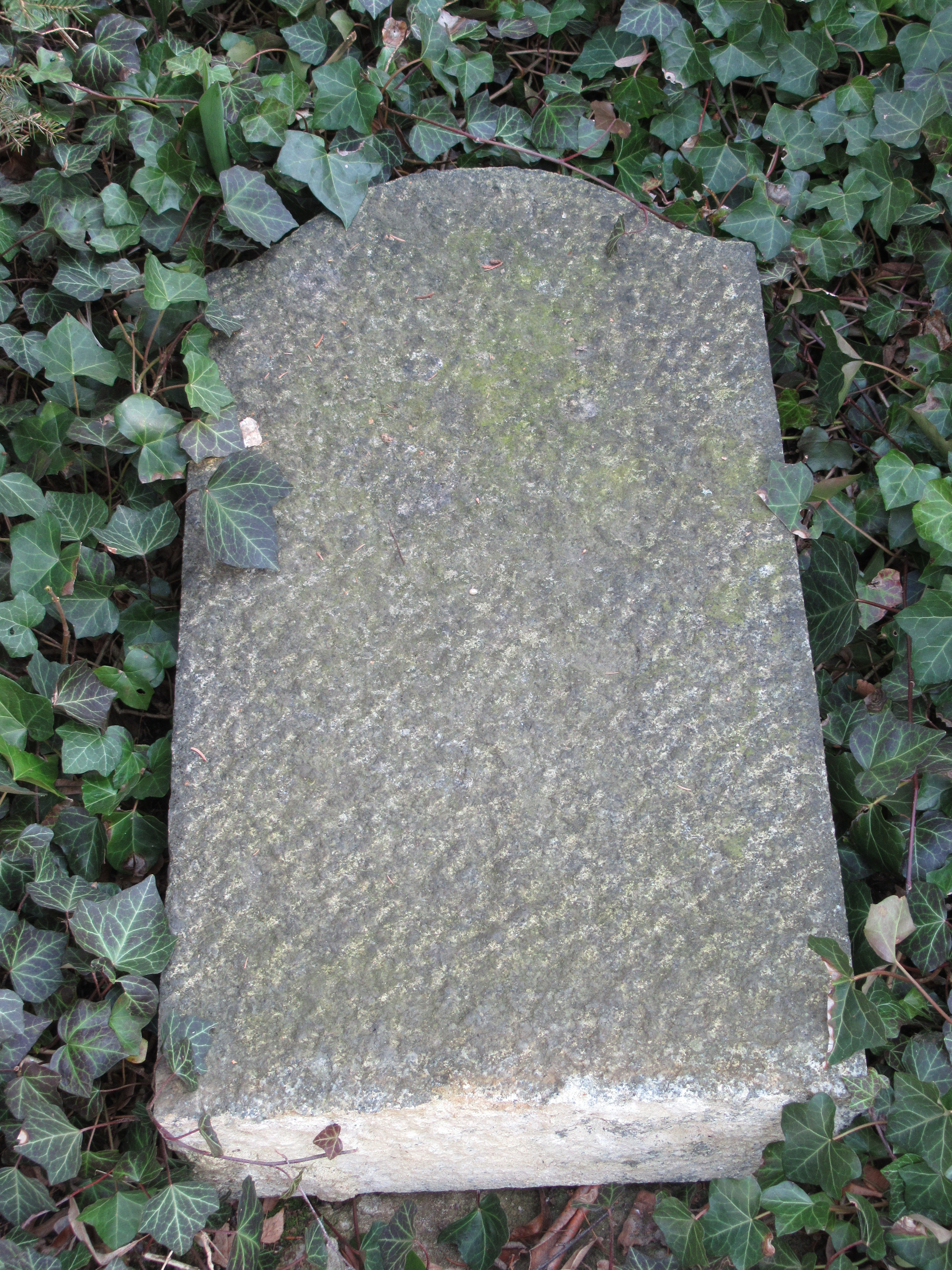
Privater Grabstein auf dem Massengrab, umgestürzt